# In Your Eyes (Kylie Minogue)
"In Your Eyes" är en danspoplåt framförd av den australiska sångerskan Kylie Minogue och är skriven av Minogue, Richard Stannard, Julian Gallagher och Ash Howes. Sången producerades av Stannard och Gallagher, och släpptes den 21 januari 2002 i Australien och Storbritannien som den andra singeln från Minogues åttonde studioalbum Fever.

## Format- och låtlista

### Brittisk CD 1
1. "In Your Eyes" – 3:18
2. "Tightrope" – 4:28
3. "Good Like That" – 3:35

### Brittisk CD 2
1. "In Your Eyes" – 3:18
2. "In Your Eyes" (Tha S Man's Release Mix) – 7:34
3. "In Your Eyes" (Smoothie Mix) – 6:23

### Australisk CD 1
1. "In Your Eyes" – 3:18
2. "Never Spoken" – 3:18
3. "Harmony" – 4:15
4. "In Your Eyes" (Tha S Man's Release Mix) – 7:34

## Andra remixer
1. "In Your Eyes" (Extended Mix) – 5:55
2. "In Your Eyes" (Extended Instrumental) – 5:55